# Kamenar (distrikt i Bulgarien, Razgrad)
Kamenar (bulgariska: Каменар) är ett distrikt i Bulgarien.   Det ligger i kommunen Obsjtina Loznitsa och regionen Razgrad, i den nordöstra delen av landet, 280 km öster om huvudstaden Sofia.
Trakten runt Kamenar består till största delen av jordbruksmark. Runt Kamenar är det ganska glesbefolkat, med 34 invånare per kvadratkilometer.